# Gabriele Löwe
Gabriele Löwe (Dresden, 12 december 1958) is een atleet uit Duitsland.
Op de Olympische Spelen van Moskou in 1980 nam Löwe deel aan de 400 meter en de 4x400 meter estafette. Met het Oost-Duitse estafette-team behaalde ze een zilveren medaille.
- World Athletics: 14352264